# Programa de Alimentação do Trabalhador
O Programa de Alimentação do Trabalhador (PAT), Lei 6.321, foi criado em 1976. Foi uma colaboração do Ministro do Trabalho, Arnaldo Prieto, com o Ministro da Fazenda, Mário Henrique Simonsen, e da Saúde, Paulo de Almeida Machado. O Programa busca oferecer uma alimentação de qualidade ao trabalhador brasileiro e o seu objetivo é trazer soluções que reduzem os problemas nutricionais dos trabalhadores brasileiros, aumentando a sua capacidade física e diminuindo os riscos de acidente de trabalho e doenças ocupacionais. O sucesso do PAT depende tanto de iniciativas governamentais quanto de esforços da iniciativa privada.
Os benefícios oferecidos pelo PAT não têm natureza salarial e podem ser oferecidos como refeição no próprio local de trabalho, cestas de alimentação, vales ou cartões (restaurante ou alimentação). O valor oferecido pelo empregador deve ser suficiente para atender às exigências nutricionais do PAT.
A adesão ao PAT é simples e pode ser feita durante todo o ano pelo site do Ministério do Trabalho e Emprego. No ato da inscrição, o empregador deve optar por uma ou mais das modalidades de benefício oferecidos. O Programa garante isenção de encargos sociais em cima do valor total dos benefícios ao trabalhador e a de dedução de 4% das despesas com o PAT no imposto de renda. O benefício é custeado tanto pelo empregador como pelo empregado.
Em 2015, 39 anos após a criação do PAT, foi publicado no Diário Oficial da União um balanço que mostrava que 19.513.426 trabalhadores foram até então beneficiados pelo Programa de Alimentação do Trabalhador. Desse total, 16.241.334 trabalhadores, ou 83,2%, são profissionais que recebem até cinco salários mínimos. Até dezembro de 2015, foram registradas, no PAT, 223.415 empresas, 13.805 empresas fornecedoras de alimentação e outras 249 empresas prestadores de serviços de alimentação coletiva. O balanço também mostrou que haviam 22.248 nutricionistas trabalhando no programa para estimular o empregador a fornecer alimentação adequada aos trabalhadores, por meio da concessão de incentivos fiscais.
Segundo as empresas de benefícios flexíveis que oferecem cartões de acordo com as diretrizes do Programa,  há três formas de operacionalização principais no PAT, sendo elas:
- Refeição pronta no refeitório, que deve corresponder ao cardápio exigido pelo PAT (vide Portaria SIT/DSST nº 3 de 2002);
- Cesta de alimentos, também chamada de “cesta básica”;
- Tíquetes, vales, cupons, cheques ou meios eletrônicos de pagamento.